# Rio Torto (Gouveia)
Rio Torto é uma localidade portuguesa do Município de Gouveia, na antiga província da Beira Alta, região do Centro e sub-região da Serra da Estrela, que foi sede da extinta Freguesia de Rio Torto, freguesia que tinha 8,55 km² de área e 463 habitantes (2011), e, por isso, uma densidade populacional de 54,2 hab./km².
A Freguesia de Rio Torto foi extinta em 2013, no âmbito de uma reforma administrativa nacional, para, em conjunto com a Freguesia de Lagarinhos, formar uma nova freguesia denominada União das Freguesias de Rio Torto e Lagarinhos da qual é a sede.

## População
| Totais | Totais | Totais | Totais | Totais | Totais | Totais | Totais | Totais | Totais | Totais | Totais | Totais | Totais | Totais | Totais |
| ------ | ------ | ------ | ------ | ------ | ------ | ------ | ------ | ------ | ------ | ------ | ------ | ------ | ------ | ------ | ------ |
| Censo  | 1864   | 1878   | 1890   | 1900   | 1911   | 1920   | 1930   | 1940   | 1950   | 1960   | 1970   | 1981   | 1991   | 2001   | 2011   |
| Habit  | 830    | 860    | 908    | 1 012  | 1 033  | 1 031  | 869    | 924    | 922    | 821    | 729    | 718    | 579    | 527    | 463    |
| Varº   |        | +4%    | +6%    | +11%   | +2%    | -0%    | -16%   | +6%    | -0%    | -11%   | -11%   | -2%    | -19%   | -9%    | -12%   |

|     | 0-14 anos | 15-24 anos | 25-64 anos | 65 e + anos |
| Hab | 73 \| 41  | 59 \| 46   | 235 \| 218 | 160 \| 158  |
| Var | -44%      | -22%       | -7%        | -1%         |

## História
Em 1864 existia em Rio Torto um estabelecimento fabril.

## Património
- Anta da Pedra da Orca, dólmen ou anta situado no prédio rústico denominado Pedra da Orca.[4]
- Igreja de São Domingos;
- Capela de Nossa Senhora da Conceição;
- Solar Boffa Molinar e Capela.

## Personalidades ilustres
- Barão de Rio Torto e Visconde de Rio Torto